# Cerro de San Pedro
Cerro de San Pedro là một đô thị thuộc bang San Luis Potosí, México. Năm 2005, dân số của đô thị này là 3278 người.